# Hemiptycha obtecta
Hemiptycha obtecta är en insektsart som beskrevs av Fabricius. Hemiptycha obtecta ingår i släktet Hemiptycha och familjen hornstritar. Inga underarter finns listade i Catalogue of Life.